# ريجيس غويو
ريجيس غويو (بالفرنسية: Régis Guyot)‏ هو مسؤول فرنسي، ولد في 12 مارس 1949 في فرساي في فرنسا.